# Charles Woeste
Charles Frédéric Auguste Woeste, född den 26 februari 1837 i Bryssel, död där den 5 april 1922, var en belgisk politiker.
Woeste blev 1858 juris doktor och därefter advokat, övergick från protestantismen till den katolska trosbekännelsen 1865 och invaldes 1874 i belgiska deputeradekammaren, där han sedan 1884 under lång tid var en bland det katolska partiets inflytelserikaste ledare. Juni-oktober 1884 var Woeste justitieminister i ministären Malou, men nödgades avgå till följd av det häftiga motståndet från liberaler och socialister mot regeringens skollagsförslag. År 1891 erhöll Woeste titeln statsminister. Han ägnade sig med stor energi åt främjandet av social hjälpverksamhet och utövade i parlamentet vid flera tillfällen avgörande inflytande, så t. ex. vid avärjandet av Beernaerts projekt 1901 till omedelbar belgisk annexion av Kongostatens område och vid bestämmandet 1911 av regeringspartiernas ståndpunkt i skollagsfrågan. Han upphöjdes på ålderdomen till greve. Bland Woestes arbeten märks Vingt ans de polémique (1885), La neutralité belge, la Belgique et la France (1891), À travers dix années, 1885-1894 (2 band, 1895), Études politiques sociales, historiques et litteraires (samma år) och Échos des lettres contemporaines, 1895-1905 (1905).

## Utmärkelser
- Statsminister i Belgien,  15 november 1891[2][3]
- Storkors av Leopoldorden[2][4]
- Sivilfortjenstdekorasjonen[2][4]
- Commemorative Medal of the Reign of King Leopold II[2][3]
- Storkors av Gregoriusorden[2][4][3]
- Pro Ecclesia et Pontifice[2][4][3]
- Riddare med storkors av Heliga gravens orden[2][4]
- Storkorset av Kristusorden[4]
- Kommendör av Piusorden[4]

[Redigera Wikidata]